# Tzipi Livni
Tzipora Malka Livni detta Tzipi (in ebraico ציפורה מלכה "ציפי" לבני   pronuncia ebraica : [tsipoˈʁa malˈka ˈtsipi ˈlivni]; Tel Aviv, 5 luglio 1958) è una politica, avvocato ed ex agente segreto israeliana, membro della Knesset e capo del partito politico HaTnuah.

## Biografia
Tzipi Livni è figlia del nazionalista ebreo Eitan Livni, militante nell'Irgun durante gli anni del mandato britannico sulla Palestina. Ha servito come tenente nelle forze di difesa israeliane (IDF). Secondo un'intervista rilasciata ad Yediot Aharonot ed apparsa poi sul Sunday Times, la Livni ha anche fatto parte dell'unità d'élite del Mossad responsabile per l'operazione Collera di Dio (Wrath of God) nel 1980.
Fu eletta per la prima volta alla Knesset nel 2001 con il Likud, ricoprendo poi, tra le altre, le cariche di ministro dell'immigrazione e di ministro della giustizia.
Convinta sostenitrice del principio "due popoli, due Stati" riguardo alla questione mediorientale, con Ariel Sharon ed Ehud Olmert ha fondato il partito centrista Kadima ("avanti" in ebraico), per sostenere l'impegno di Ariel Sharon ad evacuare la striscia di Gaza superando l'opposizione dell'ala destra del Likud, capitanata da Benjamin Netanyahu. Venne quindi nominata ministro degli esteri.
Nuovamente eletta alla Knesset, venne confermata, nel governo di Ehud Olmert, ministro degli esteri (seconda donna nella storia ad occupare la carica, dopo Golda Meir) e nominata vice primo ministro.
Attualmente è uno dei politici più popolari del Paese, uscita indenne dal tracollo che il governo Olmert subì a seguito dell'insuccesso della guerra in Libano dell'estate 2006. A seguito delle polemiche e dello scontento dell'opinione pubblica, chiese pubblicamente ad Ehud Olmert di dimettersi dalla carica di primo ministro, ma senza risultato.
Nel 2007 la rivista Time ha inserito Tzipi Livni fra le 100 persone che stanno trasformando il mondo.

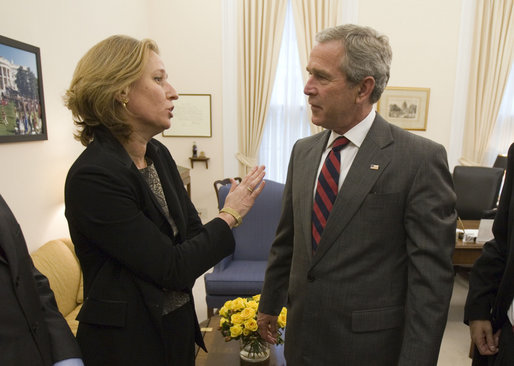
Tzipi Livni con George W. Bush nel 2006.

Dopo lo scandalo Olmert, Tzipi Livni si era dichiarata pronta e disponibile a guidare Israele, annunciando la sua candidatura alla successione del premier. Il 19 settembre 2008 ha vinto le elezioni primarie per la leadership di Kadima, acquisendo il diritto al tentativo di formare un nuovo governo in seguito alle dimissioni di Olmert, ufficializzate due giorni più tardi, non riuscendo però nel suo intento.
Durante l'offensiva a Gaza, denominata operazione Piombo Fuso, la Livni si è dimostrata favorevole all'attacco. In quel periodo Tzipi Livni sostenne che nella striscia di Gaza non era presente un'emergenza umanitaria.

### Le elezioni politiche del 10 febbraio 2009

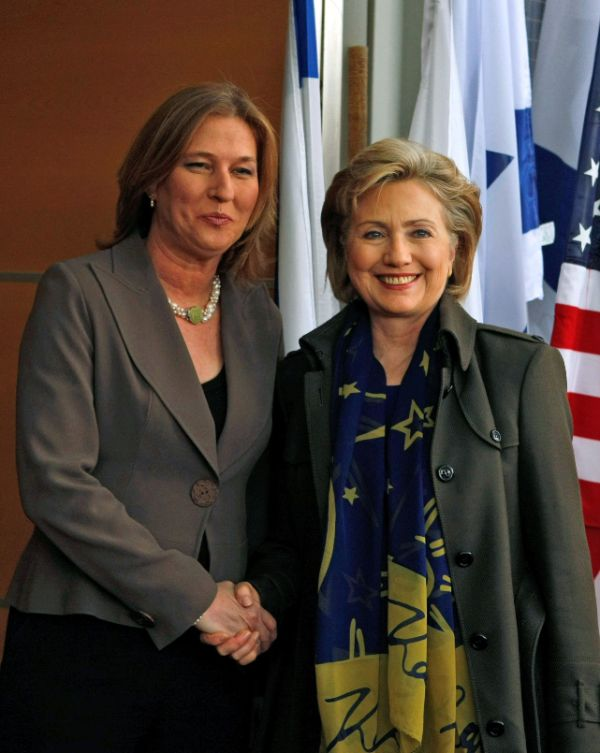
Tzipi Livni con Hillary Clinton nel 2009.

Tzipi Livni si presenta alle elezioni anticipate come leader di Kadima. I suoi avversari principali sono Benjamin Netanyahu (leader del Likud) e Avigdor Lieberman, leader di un partito di estrema destra denominato Israel Beitenu (Israele casa nostra).
I sondaggi danno in vantaggio le formazioni di destra (Likud, Israel Beitenu) ed in forte calo il partito laburista di Ehud Barak. Gli scarti, in particolare tra Kadima e Likud, sono minimi, soprattutto per il forte numero di indecisi.
Le elezioni del 10 febbraio 2009 vedono una vittoria (secondo molti a sorpresa) del partito Kadima che conquista 28 seggi alla Knesset, il Likud 27, il partito di Lieberman 15, mentre i laburisti crollano a soli 13 seggi. La maggioranza dei seggi in parlamento è tuttavia della destra.
Questa situazione induce il presidente Shimon Peres ad affidare la guida del governo a Benjamin Netanyahu, che ha più possibilità rispetto alla Livni di poter formare un esecutivo. Peres però invita i principali leader politici a formare un governo di unità nazionale per poter giungere a soluzioni comuni sui problemi del paese.
La Livni e Netanyahu si incontrano più volte per poter formare un governo di coalizione, ma alcune differenze di pensiero (in particolare sul processo di pace) impediscono la formazione di un esecutivo Likud - Kadima. Tzipi Livni decide di rimanere all'opposizione.

### L'uscita da Kadima e la fondazione di HaTnuah
Nel marzo del 2012 perde le primarie per la leadership del partito contro l'ex ministro della difesa Shaul Mofaz. Nel novembre dello stesso anno fonda un nuovo movimento: HaTnuah. A seguito della difficoltosa formazione del governo Netanyahu, la Livni è entrata nelle file del governo nelle funzioni di ministro della giustizia.